# Schlossberg (Usedom)

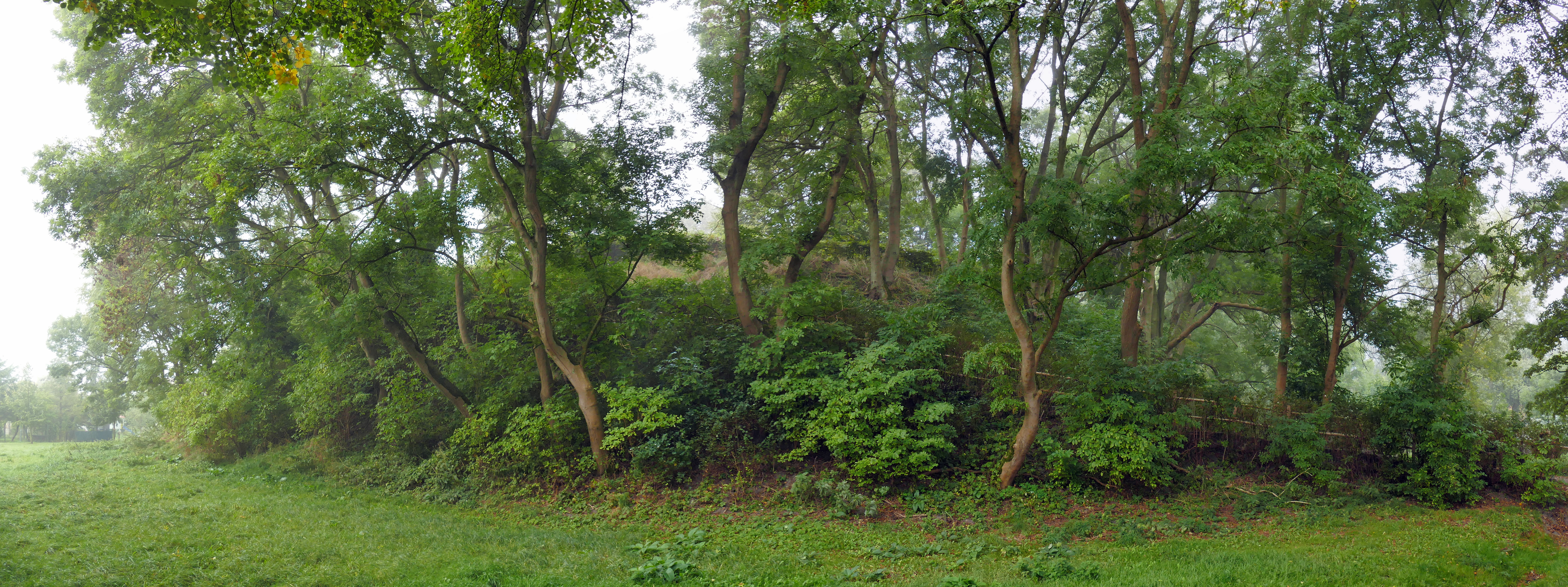
Schlossberg in Usedom

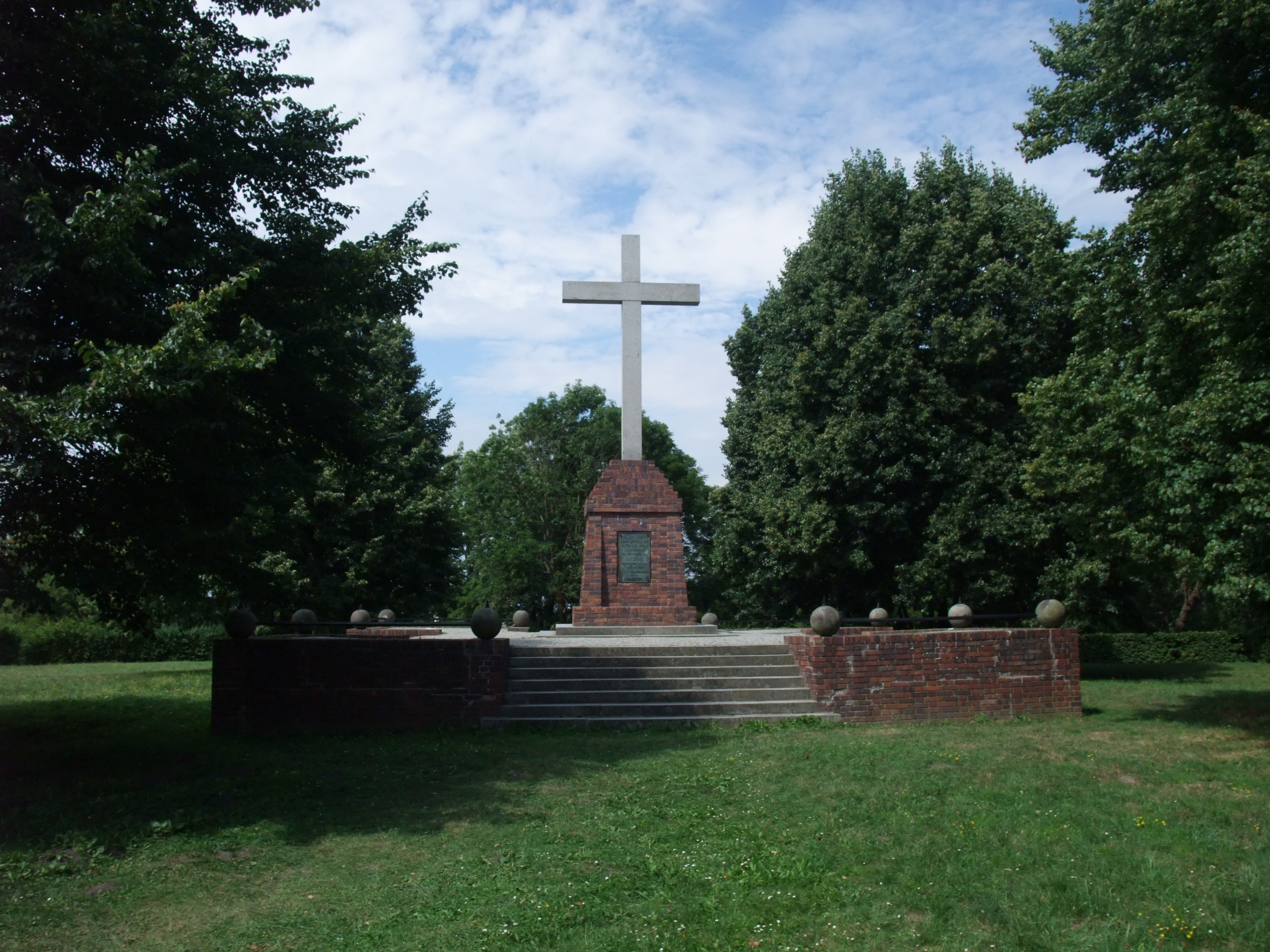
Christianisierungsdenkmal auf dem Usedomer Schlossberg

Der Schlossberg ist eine knapp zehn Meter hohe Erhebung am östlichen Rand der Stadt Usedom. Die Burgstelle befindet sich etwa 300 Meter östlich des Stadtzentrums.

## Geschichte
Ursprünglich befand sich hier ein slawischer Burgwall, wo wahrscheinlich die pommerschen Adeligen am 10. Juni 1128 im Beisein des Bischofs Otto von Bamberg die Annahme des Christentums beschlossen. Das castrum uznam war Zentrum eines Burgbezirkes, der terra wanzlow. Erstmals urkundlich erwähnt wurde die Burg 1140 als castrum huznoim in einer Urkunde von Papst Innozenz II., in der dieser das Wolliner Bistum bestätigte. Später erfolgte der Ausbau zur mittelalterlichen Burg. Das häufige Auftreten der Kastellane als Zeugen bei Beurkundungen der pommerschen Herzöge zwischen 1159 und 1233 spricht für die besondere Bedeutung der Burg. An die Stelle der Kastellane traten im Laufe des 13. Jahrhunderts Vögte.
Um 1425 diente die Burg der Herzogin Agnes, Witwe von Wartislaw VIII., als Witwensitz.

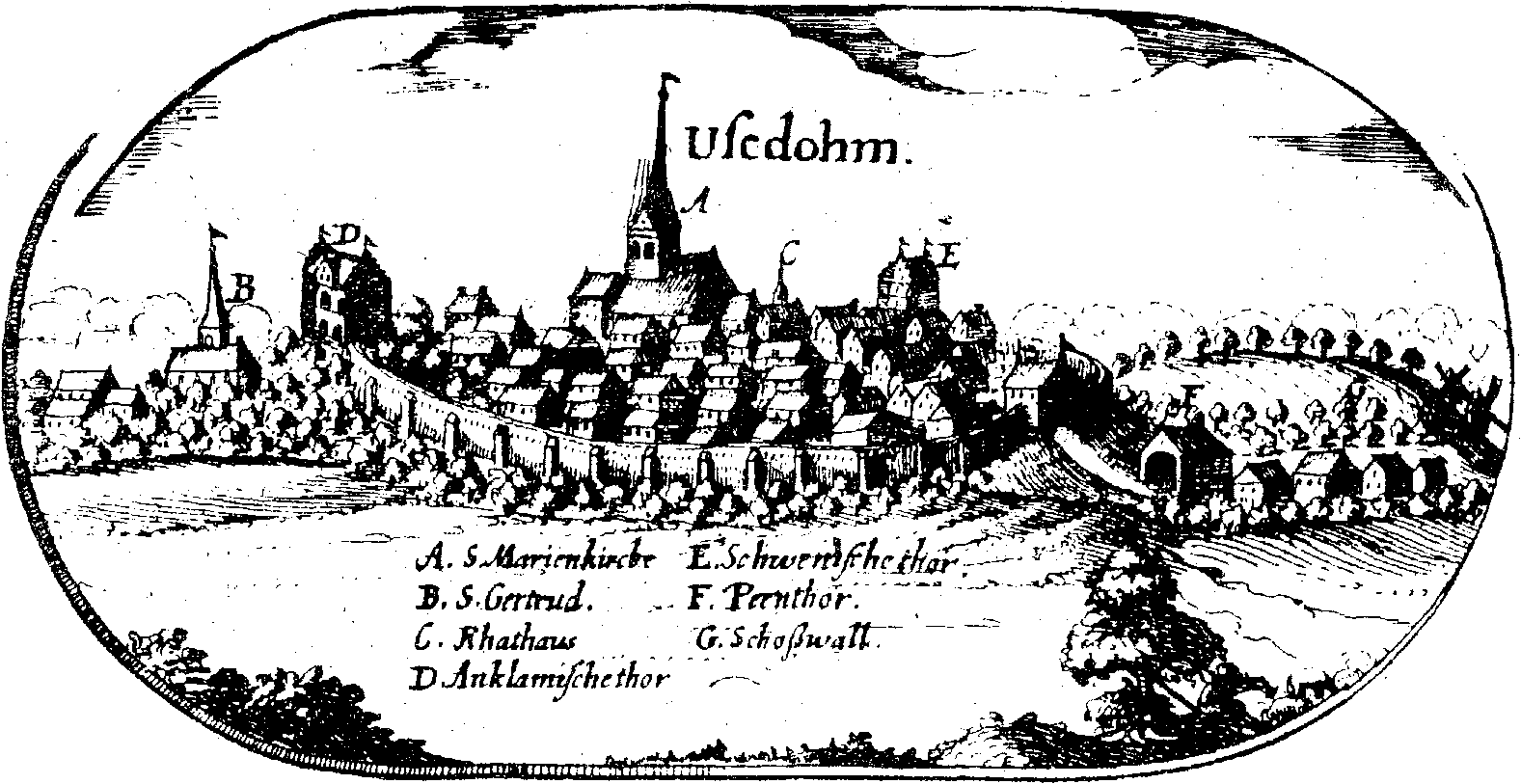
Schlossberg rechts auf der Vedute der Lubinschen Karte

Auf der Vedute am Rand der Lubinschen Karte aus der Zeit um 1612 ist der Schlossberg frei von Gebäuden dargestellt. Um 1779 waren noch Keller sowie die Reste einer Brücke über den Schlossgraben vorhanden. In den 1860er Jahren sollen noch Reste der Umfassungsmauern am erhöhten Rand des Hügels zu erkennen gewesen sein.
Zum Gedenken an das 800-jährige Jubiläum der Christianisierung Pommerns wurde 1928 auf dem Schlossberg ein steinernes lateinisches Kreuz mit Inschriftentafel aufgestellt.